# Suzanne Lamy
Suzanne Lamy (née le 30 septembre 1929 à Lombez et décédée le 25 février 1987) est une essayiste, critique littéraire et romancière d'origine française  qui a immigré au Québec en 1954. Elle a animé et dirigé la revue Spirale.
Elle est notamment connue pour son apport au féminisme québécois. On retient principalement deux de ses essais : D'elles (1979) et Quand je lis je m'invente (1984) ainsi qu'un récit à trois voix sur l'amour, la maladie, la mort : La Convention (1985).